# Магденко, Виктор Николаевич
Виктор Николаевич Магденко (укр. Віктор Миколайович Магденко; 1887, Полтава—1954, там же) — украинский и советский живописец-пейзажист, фотограф-художник, фотокорреспондент.

## Биография
Из дворян. Потомок украинского казацко-старшинского (впоследствии — дворянского) рода Магденко. Дед Александр Григорьевич Магденко владел землями в Полтавском уезде.
С 1927 года — член Полтавского филиала Ассоциации художников Красной Украины (АХЧУ), существовавшей до 1930 г., и ставшей прообразом будущего Союза советских художников Украины.
В своих произведениях отображал живописную природу полтавского края, в фотографиях и композициях — труд простых тружеников. Был фотокорреспондентом газеты «Большевик Полтавщині», заведовал фотоателье.
Умер в Полтаве. Похоронен на городском кладбище.
Произведения хранятся в Полтавском художественном музее.